# Sirfídeos

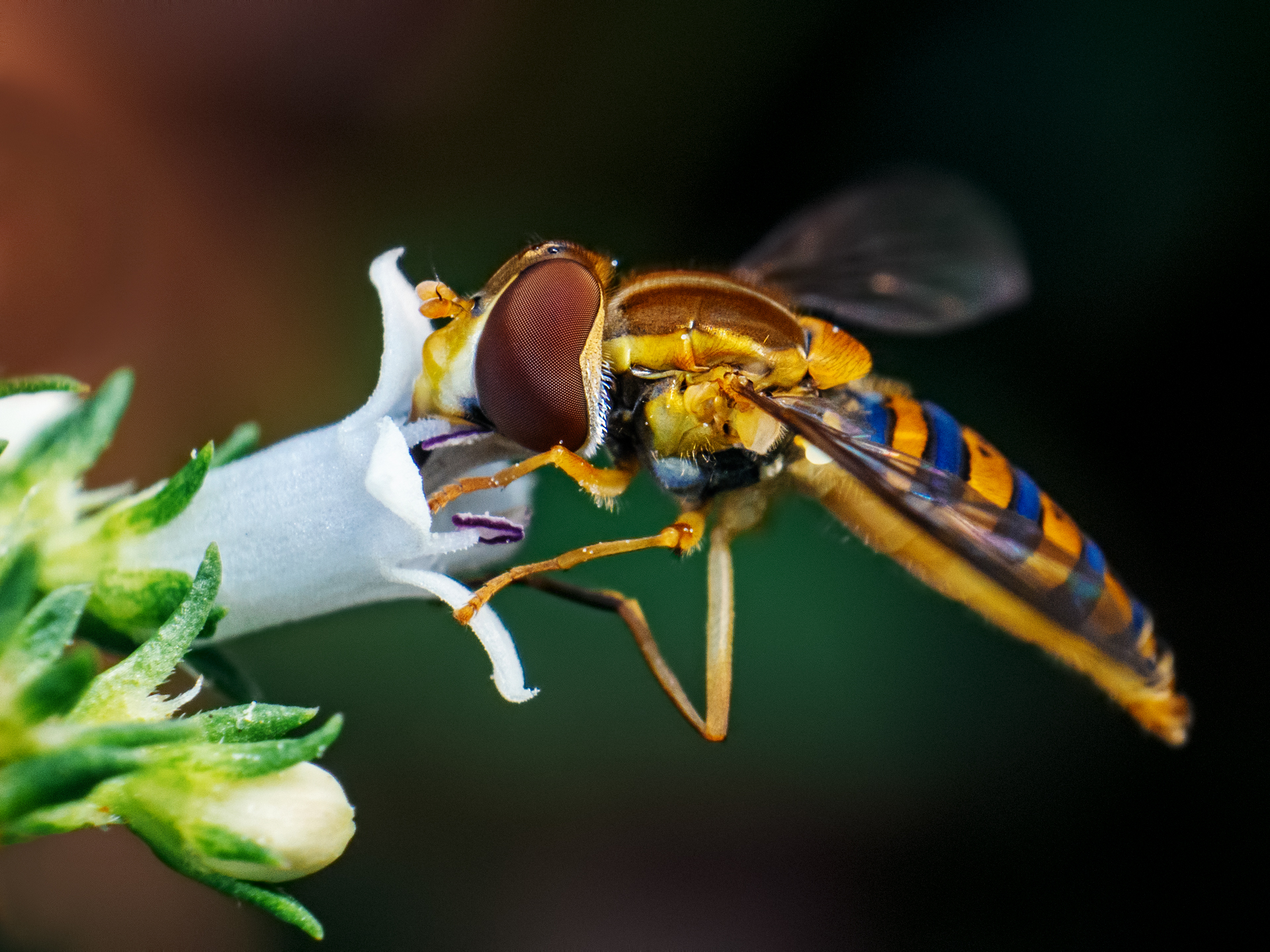
Mosca-da-fruta, da subfamília dos Sirfídeos, a alimentar-se de néctar, em Minas Gerais.

Sirfídeos (da família Syrphidae), também conhecidos como moscas-das-flores constituem uma família de moscas (ordem Diptera) que variam em comprimento entre 4 e 35 mm, sendo geralmente de cor preta com marcas amarelas ou laranjas contrastantes em seus segmentos corporais. São conhecidas cerca de 6000 espécies mundialmente, sendo que no Brasil estão reconhecidas por volta de 2000 espécies (1500 das quais na região Sul do país), distribuídas por 79 gêneros.
Como o nome popular sugere, são encontradas, geralmente, junto a flores, onde estes insetos, na sua forma adulta, se alimentam  do néctar e do pólen das flores.
As larvas têm vários tipos de alimentação, consoante à espécie: algumas são saprófitas, alimentando-se de plantas e animais em decomposição em locais alagadiços; outras são insectívoras, tomando como presas afídios, tripes e outros insectos que parasitam e sugam a seiva das plantas. Por esta razão, os sirfídeos são reconhecidos como um importante meio ecológico de controle de pragas na agricultura.
Muitas mimetizam himenópteros agressivos, como forma de evitar predação por aves. 
Dentre as espécies das moscas-das-flores conta-se o seguinte rol:
- Eristalinus aeneus
- Eristalinus megacephalus
- Eristalinus sepulchralis
- Eristalinus taeniops
- Eristalis arbustorum
- Eristalis similis
- Eristalis tenax
- Helophilus pendulus
- Helophilus triviatus
- Milesia crabroniformis
- Myathropa florea
- Riponnensia splendens